# Platja de l'Anastàsia
La platja de l'Anastàsia, o cala n'Estasia, és una petita platja del municipi de Begur (Baix Empordà), situada a Fornells, entre la platja Fonda, al nord, i el port de Fornells, al sud. Protegida a banda i banda per parets verticals de roca, una part de la seva superfície està ocupada per una rampa que utilitzaven els pescadors de la zona. Orientada a l'est, té una longitud de 12 m i una amplada de 13,5 m, formada per sorra gruixuda i còdols.